# Тојота Ф1
Панасоник Тојота рејсинг је тркачки тим јапанског произвођача Тојота са представништвом у Келну, који се такмичи у Формули 1. Прву тест вожњу су имали 2001. године на стази Пол Ричард. Исте године су потписали уговор око спонзорства са Панасоником, и од тада је званично име тима Panasonic Toyota Racing. Након годину дана, 3. марта 2002, дебитују у Ф1 такмичењу на ВН Аустралије.

## Историја
У првој сезони возачи Тојоте били су Мика Сало и Алан Мекниш који су освојили укупно 2 бода и заузели 10. место, до сада најлошије у историји овог тима.
Већ наредне сезоне (сезона 2003) Тојота ангажује искусног француза Оливијеа Паниса и бразилца Кристијана да Мату у намери да оствари боље резултате. На крају сезоне Тојота је сакупила 16 бодова и заузела 8. место у генералном пласману.
У овој сезони (сезона 2004) су први пут оба болида Тојоте завршила трку. У следећој сезони су заузели исто место као и у претходној, али са 9 освојених бодова и новом возачком посадом: Оливије Панис и Рикардо Зонта.
Сезона 2005. је била убедљиво најуспешнија за овај тим. Нови возачи Јарно Трули и Ралф Шумахер сакупили су укупно 88 бодова и заузели одлично 4. место. На ВН САД Трули осваја прву пол позицију за Тојоту, а Шумахер вози најбржи круг на ВН Белгије.
Возачка постава за сезону 2006. остаје иста, али не успева да постигне исти успех као и прошле сезоне. Освајају 35 бодова и 6. место у генералном пласману.
Сезона 2007. није била баш успешна. Шесто место и 13 бодова је било све од Тојоте за ову сезону. Најбољи резултат на трци им је било 6. место на Великим наградама САД и Мађарске.
Тојота је у сезону 2008. ушла са новим возачем, Ралфа Шумахера је заменио Тимо Глок, тест-возач БМВ Заубера и шампион ГП 2 серије за сезону 2007. На крају сезоне Тојота је сакупила 56 бодова и заузела 5. место у генералном пласману.
У сезони 2009. за Тојоту ће возити Тимо Глок и Јарно Трули.

## Успеси
| Ф1 сезона | Пласман | Бодови |
| --------- | ------- | ------ |
| 2002.     | 10.     | 2      |
| 2003.     | 8.      | 16     |
| 2004.     | 8.      | 9      |
| 2005.     | 4.      | 88     |
| 2006.     | 6.      | 35     |
| 2007.     | 6.      | 13     |
| 2008.     | 5.      | 56     |

Сезона означена зеленом бојом је најуспешнија.